# Neotoma martinensis
Neotoma martinensis é uma espécie de roedor da família Cricetidae.
Apenas pode ser encontrada no México.
A principal ameaça a esta espécie foi predação de gatos selvagens.